# At-Tajjiba (Palestyna)
At-Tajjiba (arab. ‏الطيبة‎) – wieś w Palestynie, w muhafazie Ramallah i Al-Bira, na północ od Jerozolimy.
Według danych Palestyńskiego Głównego Urzędu Statystycznego w 2007 roku liczyła 1452 mieszkańców. Jest to jedyna miejscowość na terenie Autonomii Palestyńskiej zamieszkana przez samych chrześcijan, należących zarówno do parafii łacińskiej i greckokatolickiej, jak i do Patriarchatu Jerozolimy (greckie prawosławie). W miejscowości znajduje się prawosławna cerkiew św. Jerzego z 1931.
At-Tajjiba identyfikowana jest z biblijną Ofrą (hebr. ‏עֹפְרָה‎), wymienianą w Księdze Jozuego (Joz 18,23) jako jedno z miast pokolenia Beniamina, którą później przemianowano na Efraima. Informacje te podają zarówno Euzebiusz z Cezarei, jak i Hieronim ze Strydonu. Toponim pojawił się też na mozaikowej Mapie z Madaby z VI wieku.
Według tradycji miał w niej znaleźć schronienie Jezus Chrystus w czasie swojej działalności na terenie Judei (J 11,54).